# Benigno Apocada
Benigno Apocada (San Solano, Paraguay; 16 de abril de 1939 - Asunción, Paraguay; 4 de noviembre de 2020) fue un futbolista de Paraguay que jugó en la posición de Centrocampista.

## Carrera

### Club
| Periodo   | Club             |
| --------- | ---------------- |
| 1956      | Club Pettirossi  |
| 1957      | Club Guaraní     |
| 1958-1963 | Club Libertad    |
| 1964-1967 | Club Olimpia     |
| 1968      | Unión Española   |
| 1969      | Club Guaraní     |
| 1970      | Sportivo Luqueño |
| 1970-1972 | CD UES           |

### Selección nacional
Jugó para Paraguay en 13 ocasiones de 1962 a 1967 y anotó dos goles; participó en la Copa América 1967.

## Logros
- Primera División de Paraguay (2): 1965, 1969